# Vecoux
Vecoux település Franciaországban, Vosges megyében. Lakosainak száma 863 fő (2022. január 1.). Vecoux Rupt-sur-Moselle, Dommartin-lès-Remiremont, Thiéfosse és Vagney községekkel határos.

## Népesség
A település népessége az elmúlt években az alábbi módon változott:
| Lakosok száma | 892  | 878  | 895  | 870  | 865  | 858  | 848  | 856  | 863  |
|               | 2013 | 2015 | 2016 | 2017 | 2018 | 2019 | 2020 | 2021 | 2022 |